# Paraventi (Guarulhos)
Paraventi ou Jardim Paraventi é um bairro da Região Norte da Grande São Paulo, pertencente ao município de Guarulhos.
O distrito possui uma policlínica, uma UBS, duas Escolas Estaduais, duas EMEIs, um polo do SENAI, os mercados "Café & Cia" e "Empório Malaquias", além de praças, quadras e diversos pontos comerciais de região.
Por ser muito pequeno, o Paraventi é visto como uma extensão do Maia.

## Transporte
O Paraventi não é servido por nenhuma linha de transporte sobre trilhos, logo o transporte local é feito por linhas de ônibus e vans, que basicamente fazem a integração dos bairros  até o Paraventi. O bairro possui paradas de ônibus para Guarulhos e acesso direto para a Estação Armênia da Linha 1 do Metrô de São Paulo) e para Estação Penha da Linha 3 do Metrô de São Paulo, com os ônibus da EMTU.